# Jonas Rickaert
Jonas Rickaert (* 7. února 1994) je belgický profesionální silniční cyklista jezdící za UCI WorldTeam Alpecin–Deceuninck.

## Hlavní výsledky
2011
Coupe du Président de la Ville de Grudziadz
vítěz 3. etapy
2012
Coupe du Président de la Ville de Grudziadz
 celkový vítěz
vítěz etapy 1b
Keizer der Juniores
2. místo celkově
vítěz etapy 2a (ITT)
2013
10. místo GP Briek Schotte
2014
Tour de Gironde
3. místo celkově
2017
vítěz Grote Prijs Marcel Kint
9. místo Primus Classic
2018
5. místo Gooikse Pijl
6. místo Tour de l'Eurométropole
8. místo Scheldeprijs
8. místo Tro-Bro Léon
9. místo Dwars door het Hageland
Danmark Rundt
10. místo celkově
10. místo Chrono des Nations
2020
vítěz Dwars door het Hageland
10. místo Driedaagse Brugge–De Panne
2021
3. místo Heistse Pijl
4. místo Dwars door het Hageland
2023
6. místo Classic Brugge–De Panne
10. místo Egmont Cycling Race

### Výsledky na Grand Tours
| Grand Tour      | 2021 | 2022 | 2023 | 2024 |
| --------------- | ---- | ---- | ---- | ---- |
| Giro d'Italia   | —    | —    | —    | —    |
| Tour de France  | 95   | —    | 114  | DNF  |
| Vuelta a España | —    | —    | —    |      |

| —   | Nezúčastnil se |
| DNF | Nedokončil     |